# Космас, Георгиос
Георгиос Космас (греч. Γεώργιος Κοσμάς; 1884, Фаланти, Мессения — 1964, Афины) — генерал-лейтенант греческой армии, участник Второй мировой войны, начальник генерального штаба на завершающем этапе Гражданской войны в Греции, член Парламента Греции и министр, мемуарист.

## Молодость
Георгиос Космас родился в 1884 году в селе Фаланти, Мессения.
Поступил в Сухопутные войска Греции добровольцем 17 января 1904 года, и после учёбы в Военном училище эвэлпидов получил звание младшего лейтенанта пехоты 7 июля 1912 года.
Принял участие в Балканских войнах (1912—1913) в качестве командира пулемётного подразделения, был повышен в звание лейтенанта в 1913 году и капитана в 1915 году.
Воевал на Македонском фронте в годы Первой мировой войны в качестве офицера штабиста, и был повышен в звание майора в 1918 году
В Малоазийском походе греческой армии, служил начальником штаба 14-й пехотной дивизии.
В 1923 году был повышен в звание подполковника и был назначен главой комиссии для определения греко-албанской границы.

## Межвоенный период
В 1923 году Космас был демобилизован из армии за участие в военном путче генералов Гаргалидиса и Леондаридиса.
Космас был отозван в действующую армию в 1927 году, вместе с 300 другими офицерами, в основном, монархистской ориентации:421.
В Межвоенный период он служил в качестве командира 30-го пехотного полка и пограничного сектора реки Эврос, начальником штаба IV Корпуса армии и командиром 3-й пехотной дивизии, и тем временем был повышен в полковника (1925) и генерал-майора (1934). Одновременно он посещал различные военные школы и окончил Афинский политехнический университет и Афинский университет, юридический факультет.
В период 1938—1939 годов возглавил Военное училище эвэлпидов.

## Вторая мировая война
В 1940 году, будучи генерал-лейтенантом, встретил греко-итальянскую войну в качестве командира IV корпуса армии в Восточной Македонии. Был направлен на фронт в Эпир, где принял командование V корпусом (группа дивизий «K») и I корпусом.
Греческая армия отразила нападение итальянцев и перенесла военные действия на территорию Албании. Во главе группы дивизий «K» (10-я и 11-я дивизии) Космас отличился в победном для греческого оружия Сражении при Морова-Иван в ноябре 1940 года.
В начале марта 1941 года началась переброска в Грецию из Ближнего Востока 2 пехотных британских дивизий и одной танковой бригадыв, которые заняли далёкую от фронта линию обороны в Западной Македонии и севернее Олимпа.
Генералы Маркос Дракос, Д. Пападопулос и Г. Космас, считая что это был лишь шаг геополитики, открыто выразили своё возражение о целесообразности пребывания на греческой территории и в ожидании немецкого вторжения столь слабых британских сил. Они сочли, что эти маленькие силы могут стать лишь поводом и оправданием для немецкого вторжения. Генералы считали, что греческие войска должны были оставлены самими отразить немецкое вторжение и «пасть на поле боя и чести» перед колоссальным в числах и средствах врагом, но лишить его «любого» якобы дипломатического или военного оправдания. В любом случае, маленький британский корпус, лишённый достаточной воздушной поддержки, не мог оказать существенной помощи греческой армии.
После заявления трёх генералов, генеральный штаб счёл, что их взгляды не соответствуют взглядам штаба и отправил их в отставку 7 марта 1941 года, за месяц до немецкого вторжения.

## Оккупация

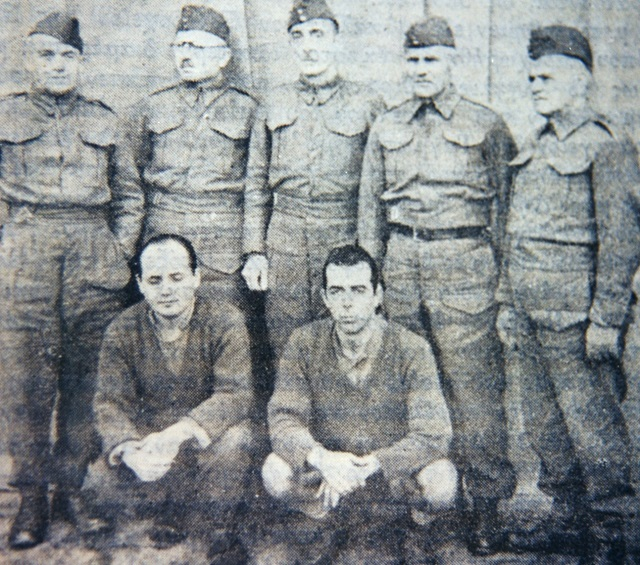
Греческие генералы в Дахау. Стоя (слева направо): Г. Космас, K. Бакопулос, A. Папагос, И. Пицикас, П. Дедес.

Продолжающиеся греческие победы, неудачное Итальянское весеннее наступление и вырисовывавшаяся опасность занятия греческой армией порта Авлона, вынудили Гитлеровскую Германию вмешаться. Немецкое вторжение, из союзной немцам Болгарии, началось 6 апреля 1941 года. Немцы не смогли сходу прорвать линию греческой обороны на греко-болгарской границе, но прошли к македонской столице, городу Фессалоники, через территорию Югославии и вышли в тыл греческой армии, сражавшейся в Албании.
Как и предполагали греческие генералы, британский корпус только вступил в контакт с немецкими частями. Heinz Richter, в книге «Итало-германское нападение на Грецию», пишет, что генерал Уилсон, Генри Мейтленд приказал 9 апреля отход свой сил, оправдываясь тем что: «…(греческая) Кавалерийская дивизия расположилась на огромной площади и между ней и греческими силами в Албании располагались только патрули».
Последовала тройная, германо-итало-болгарская, оккупация Греции. Генерал Космас остался в оккупированной стране, но отказался служить правительству квислингов:623.
С началом оккупации, инициатива по созданию массового Движения Сопротивления принадлежит греческим коммунистам.
Под руководством компартии Греции был создан Национально-освободительный фронт (ЭАМ), который в свою очередь создал Народно-освободительную армию (ЭЛАС).
В качестве противовеса ЭАМ, группа офицеров монархистов (шести полковников) создала подпольную организацию «Военная иерархия». В мае 1943 года организацию возглавили 6 генералов, среди которых был и Космас. Организация создала подпольную сеть во всех городах, в которых до войны были расквартированы соответствующе дивизии. В сети были задействованы до 600 офицеров:623.
Однако, как пишет историк Т. Герозисис, «Военная иерархия» ограничилась отправкой офицеров и рядовых в греческие части на Ближнем Востоке и её основным достижением было блокирование офицеров, с тем чтобы они не вступали в ряды ЭЛАС:625. Однако и эта подпольная деятельность была достаточным основанием для его ареста и депортации в концлагеря Германии.
Вместе с ещё 4 греческими генералами, в августе 1943 года он был доставлен в Крепость Кёнигштайн, бывшей лагерем для пленных офицеров и политиков высокого ранга. Затем греческие генералы были переведены в Ораниенбург, после чего в Дахау, где здоровье всех пяти генералов было подорвано.
В начале мая 1945 года генералы были освобождены американской армией. По другим источникам генерал Космас был освобождён американцами в конце апреля в перевалочном лагере в Южном Тироле (Befreiung der SS-Geiseln in Südtirol).

## Гражданская война
После своего возвращения в Грецию, он служил в качестве генерал-губернатора Западной Фракии в 1947-48 годах, прежде чем был назначен Начальником генерального штаба армии 21 января 1949 года:887, последнего года Гражданской войны в Греции.
В своих мемуарах генерал лейтенант Космас, не желая признавать военное искусство немногочисленных кадровых и множества не имевших военного образования офицеров Демократической армии Греции, совершивших в начале года ряд неожиданных глубоких рейдов и занявших города Науса и Карпенисион, ссылается на каких-то мифических «русских советников»:881. Генерал Космас оставался на этом посту до своей отставки 16 марта 1951 года.

## Политическая деятельность
После своей отставки, генерал Космас вступил в политику, неоднократно избирался депутатом парламента и служил в кабинете министров Александра Папагоса в качестве генерал-губернатора Северной Греции с 15 декабря 1954 года по 24 мая 1955 года, оставаясь на этом посту до 6 октября 1955 года.
Георгиос Космас умер в 1964 году.
После его смерти, в 1967 году, были изданы его мемуары, под заголовком «Войны Греции», в которой Гражданскую войну он характеризует как «Война с бандитами».
Согласно многим источникам, генерал Космас был масоном и членом одной из греческих лож.